# Marjorie Boston
Marjorie Boston is een Nederlands actrice en directeur van Rightaboutnow Inc.
Boston was in het verleden in televisieseries te zien: Denise van Dam in Goede tijden, slechte tijden (1990-1991), Dr. Anne van Druten in Van Speijk (2006) en A'dam - E.V.A. (2016), als ook in de film Domburg (1996).

## Biografie
Boston werd in Suriname geboren binnen een ongelukkig gezin. Haar moeder was nog tiener toen Marjorie geboren werd. De opa aan moeders kant zag dat het opvoeden binnen die situatie niet goed was en stuurde moeder naar Nederland, alwaar al een zus van haar verbleef. Marjorie volgde weer later (ze was zes) en kwam in Osdorp te wonen in een buurt (nog) grenzend aan tuinbouwgebied. Die gebieden werden successievelijk volgebouwd en ook de bevolkingssamenstelling veranderde door immigratie. Zelf omschreef ze dat ze in die periode timide was. Onder invloed van Jenaplanonderwijs  met muziek en toneel werd ze mondiger en zag ook in toenemende mate de ongelijkheid in de buurt. Dit werd versterkt doordat ze (naar eigen zeggen) ondanks een goede cijferlijst toch een MAVO-advies kreeg. Een geschil op school vertaalde ze naar een solotoneelstuk
De theater/filmwereld trok onder inspiratie van Doris Day meest bekend als goede vrouw, maar ook een enkele keer als stevige vrouw (Calamaty Jane). Haar moeder zag dat niet zo zitten want Marjorie was thuis ook aan het acteren. Desondanks gaf moeder Marjorie op voor een toneelstuk The kingdom over de slavenopstand op Haïti, werk van Rufus Collins en Henk Tjon. Marjorie had liever wat anders gewild, maar rolde op die manier verder de theaterwereld in. Er volgde een opleiding aan de Academie voor Theater en Dans (eerst kleinkunstacademie en vervolgens mimeopleiding), maar was (ook daar) meer bezig met organiseren en verbinden, zo bracht ze bijvoorbeeld voor schoolfeesten uitvoerende artiesten aan. Dit leidde tot contact met het Ministerie van Onderwijs, Cultuur en Wetenschap, dat haar verzocht mee te denken in het uitstippelen van beleid. Zelf sloot ze zich na het afstuderen in 1989 aan bij De Appel en Theater van het Oosten. Al eerder speelde ze nog in opleiding zijnd in het Amsterdamse Polanentheater een rol in In de huid van een ander van Thea Doelwijt (1984). Het toneelstuk handelt over discriminatie, niet alleen tussen “wit” en “zwart” maar ook bijvoorbeeld tussen Surinamers onderling. Ze was in 1985 te zien in een scene opgenomen voor IKONs programma Screentest (satire gebracht door gekleurde acteurs) van Wim Koole. In 1989 stond ze in De Brakke Grond met Nacht van de moordenaars van José Triana (moord binnen een familie).
Organiseren bleef echter meer haar liefhebberij en vak. Alles mondde uit in de oprichting van theaterorganisaties als Made in da Shade (1993, met Maarten van Hinte, MC Theater (2007, MC verwijzend naar Master of Ceremonies uit de hiphop) en ten slotte Rightaboutnow Inc. Ze kreeg binnen die wereld opnieuw te maken met onderscheid, vaak op het gebied van subsidiebeleid. Ze zag dat “witte” gezelschappen subsidie behielden in een status-quopositie, “donkere” gezelschappen werden (nog) gezien als gezien als opleidingstraject; was die opleiding in de ogen van verstrekkers geslaagd dan verviel de subsidie. Dit bracht steeds oponthoud mee in de uiteindelijke doelstelling; meedraaien in de theaterwereld. Ze is dan zelf “tutor” aan de Academie.       
In haar jeugd was ze lid van jeugdgang in Amsterdam-Nieuw West, de Lady Monks; daarin probeerde in weerwil van het systeem niet te vechten met andere gangs, maar juist samen iets op te bouwen. In 1998 was Boston te zien in de documentaireserie Girls, girls, girls over sterke vrouwen. Diverse vrouwen werden geïnterviewd over hun visie op hun opgroeien in een “witte” wereld. Dit optreden vond in 2023 een herhaling onder regisseur van Soulaima El Khaldi, zij zocht de vrouwen op en vroeg ze wat er bereikt was in die tussenliggende vijfentwintig jaar; in de ogen van Boston was er wel iets bereikt maar niet genoeg. Ze vestigde haar hoop op de nieuwe generatie, waaronder haar dochters. Een van haar dochters maakte haar moeder er onlangs op attent dat in de horeca op het Marie Heinekenplein in De Pijp ondanks de bevolkingssamenstelling van die wijk waarin ze woont toch slechts twee gekleurde mensen zaten, zij en haar moeder. In 2023 werd ze jurylid bij de Nederlandse Toneeljury. 